# Tigres SD
El Club de Fútbol Tigres SD es un equipo filial, sin derecho a ascenso, de Tigres UANL de la Primera División de México. Participa en el Grupo 12 de la Tercera División de México. Juega sus partidos de local en las Instalaciones de Zuazua, en la cancha #3.

## Historia
En 2002, el equipo de Tigres UANL funda esta filial para que participara en la Tercera División de México sin derecho a ascenso, con el objetivo de formar jóvenes menores de 20 años. El equipo ha logrado el campeonato de filiales en tres ocasiones: 2000-01, Apertura 2002, y Apertura 2004.

## Palmarés
| Competición nacional             | Títulos                                | Subcampeonatos    |
| -------------------------------- | -------------------------------------- | ----------------- |
| Tercera División de México (3/2) | 2000-01, Apertura 2002, Apertura 2004. | 2015-16, 2017-18. |

## Temporadas
| Temporada | División           | Posición                |
| --------- | ------------------ | ----------------------- |
| 2015/16   | 5.Tercera          | 2o. Grupo XII (Final)   |
| 2016/17   | 5.Tercera          | 4o. Grupo XII (Cuartos) |
| 2017/18   | 5.Tercera          | 2o. Grupo XII (Final)   |
| 2018/19   | 5.Tercera División | 6o. Grupo XII (Cuartos) |